# Midseason replacement
Nel panorama televisivo statunitense e canadese, il termine midseason replacement indica il debutto di una nuova serie televisiva nella seconda metà della stagione televisiva tradizionale, solitamente tra i mesi di gennaio e maggio. Casi di midseason replacement accadono normalmente quando un precedente show viene cancellato dai palinsesti, ridotto nel numero degli episodi o messo in pausa di lavorazione, o quando per un qualsiasi altro motivo c'è un intervallo di tempo nei palinsesti che ha bisogno di essere riempito.